# Радянсько-литовська війна
Литовсько-радянська війна або литовсько-більшовицька війна (лит. karas su bolševikais) велася між новою незалежною Литвою та РСФРР після Першої світової війни. Вона була частиною більшого радянського наступу на захід 1918–1919 років. Наступ слідував за відступом німецьких військ і намагався створити радянські республіки в Україні, Білорусі, Литві, Латвії, Естонії, Польщі та з'єднатися з німецькою революцією. До кінця грудня 1918 року радянські війська вийшли до литовських кордонів. В основному без протидії, вони окупували одне місто за іншим і до кінця січня 1919 року контролювали близько двох третин литовської території. У лютому просування радянських військ було зупинено литовськими та німецькими добровольцями, які перешкодили радянським військам захопити Каунас, тимчасову столицю Литви. З квітня 1919 року литовська війна йшла паралельно з польсько-радянською. Польща мала територіальні претензії на Литву, особливо на Віленський край; ця напруженість стала польсько-литовською війною.
Британсько-польський історик Норман Девіс резюмував ситуацію: «німецька армія підтримувала литовських націоналістів, радянські підтримували литовських комуністів, а польська армія боролася з усіма ними». У середині травня литовська армія, якою тоді командував генерал Сільвястрас Жукаускас, розпочала наступ проти РСФРР у Північно-Східній Литві. До середини червня литовці досягли латвійського кордону і затиснули совєтів серед озер і пагорбів поблизу Зарасая, де радянські війська протрималися до кінця серпня 1919 року. Совєти та литовці, розділені річкою Даугавою, утримували свої фронти до битви під Даугавпілсом у січні 1920 року. Ще у вересні 1919 року РСФРР запропонувала домовитися про мирний договір, але переговори почалися лише в травні 1920 року. Радянсько-литовський мирний договір був підписаний 12 липня 1920 року. Радянська Росія повністю визнала незалежну Литву.

## Передумови

Більшовицькі сили наступають слідом за відступаючими німецькими військами (червоні стріли). Червоною лінією зображено радянський фронт у січні 1919 року.

Литва увійшла до складу Російської імперії після остаточного поділу Речі Посполитої в 1795 році. Під час Першої світової війни Литва була окупована Німеччиною і стала частиною Обер-Оста. 16 лютого 1918 року Рада Литви проголосила незалежність як від Німеччини, так і від Росії. Через три тижні більшовики, обтяжені громадянською війною в Росії, вимагали миру з центральними державами і підписали Брест-Литовський договір. Вони відмовилися від претензій Росії на Фінляндію, Естонію, Латвію, Україну, Литву та Польщу. Однак литовцям була дозволена лише мінімальна автономія і вони не могли встановити фактичну незалежність. Ситуація змінилася, коли Німеччина програла війну і підписала Комп’єнське перемир’я 11 листопада 1918 року. Незабаром Литва почала організовувати основні установи й створила свій перший уряд на чолі з Августінасом Волдемарасом.
13 листопада 1918 р. радянський російський уряд відмовився від Брест-Литовського мирного договору, який гарантував незалежність Литви. Більшовицька Західна армія слідувала за відступаючими німецькими військами, зберігаючи відстань 10—15 км (6,2—9,3 миля) між двома арміями. Деморалізовані німці часто залишали совєтам цінне озброєння та інше обладнання. Совєти намагалися поширити глобальну пролетарську революцію і прагнули створити в регіоні радянські республіки. Вони бачили країни Балтії як бар’єр або міст у Західну Європу, де вони могли б приєднатися до німецької та угорської революцій. Наприкінці грудня 1918 року більшовицькі війська досягли східної Литви.

### Оточення Каунаса

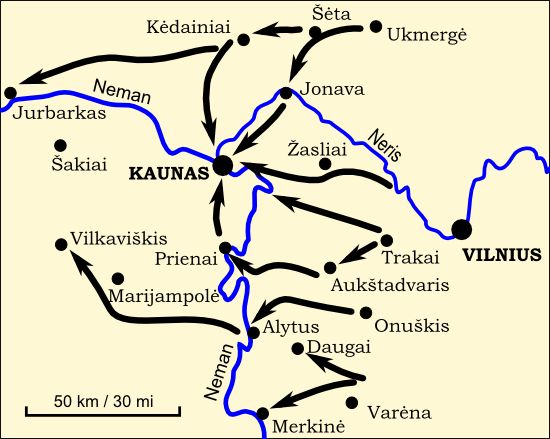
Планував радянські атаки для оточення та захоплення Каунаса

### Німецький наступ

Насування польських (сині стріли), литовсько-німецьких (темно-фіолетові стріли), латвійсько-німецьких (білі стріли із заходу) та естонсько-латвійських (білі стріли з півночі). Синя лінія показує польський фронт у травні 1920 року.

### Литовський наступ

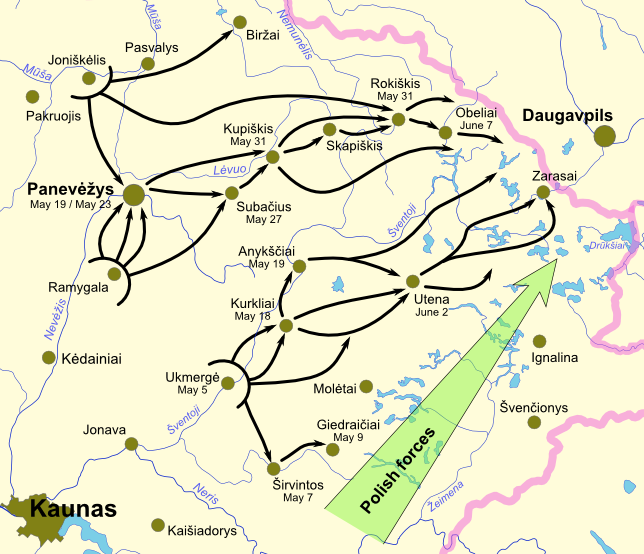
Наступ Литви в травні-червні 1919 р. Дати вказують, коли місто було взято литовськими військами. Рожева лінія позначає кордон Литви з 1990 року.

### Польсько-литовський конфлікт

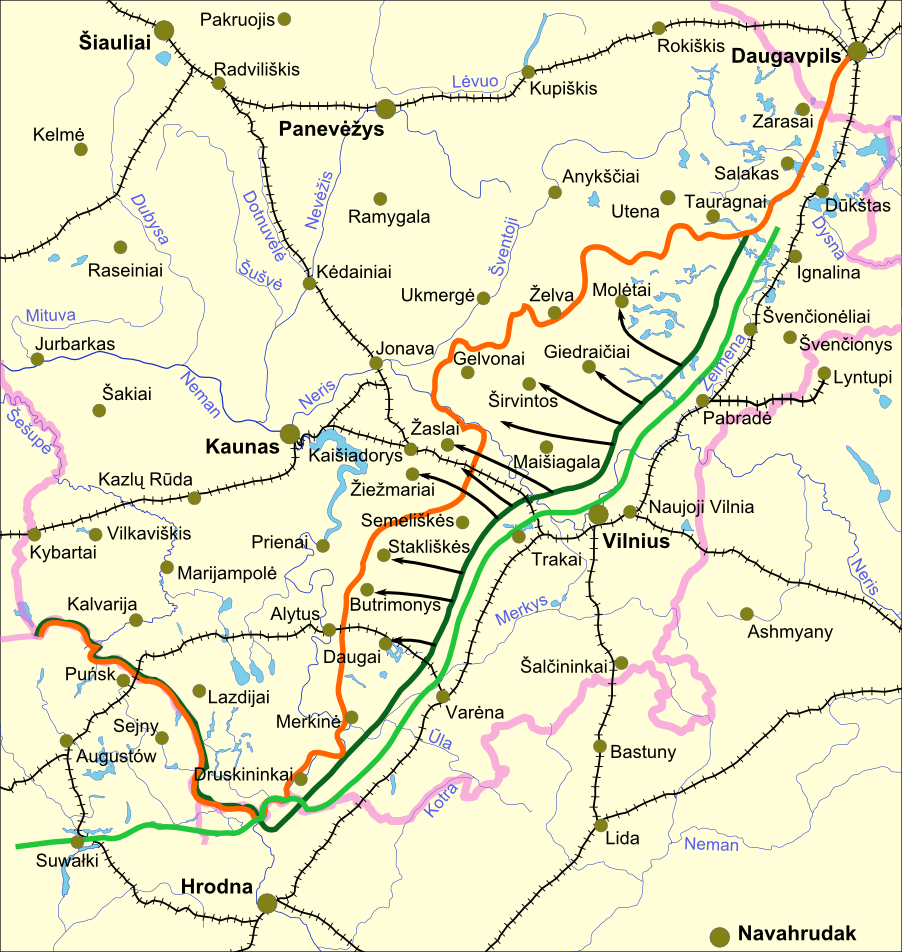
Карта демаркаційних ліній 18 червня (світло-зелений) та 26 липня (темно-зелений) між Польщею та Литвою. Польща проігнорувала обидві лінії і продовжувала просуватися до помаранчевої лінії. Залізниці позначені чорними прошитими лініями.

## Контратаки

### Фінальні бої
Через загрозу з боку Польщі на фронті з Радами понад місяць було спокійно. Були незначні інциденти з участю розвідників або охоронців застави. Червона Армія використала час для реорганізації та зміцнення своїх сил, використовуючи природні бар’єри, такі як численні озера, річки та пагорби, укріплені окопами та колючим дротом, щоб убезпечити свої позиції. Вони також мали польові укріплення часів Першої світової війни близько 10 км (6,2 миля) на південь від Даугавпілса. Совєти мали більші сили: литовці мали два піхотні полки та п’ять окремих батальйонів; совєти мали шість полків і один окремий батальйон. Литовці та поляки разом планували наступ на Даугавпілс починаючи з 9 серпня, але плани були відкладені до 23 серпня.
Укмергеська група атакувала першою і 25 серпня звільнила Зарасай. Група просунулась на 30 км в глиб території, що була під контролем Радянського Союзу, але ні правий, ні лівий фланги не були належним чином захищені польськими частинами або Паневежською групою. Паневежська група почала наступ 26 серпня і польські війська рушили по залізниці в бік Турмантаса.  Литовці маневрували навколо старих російських укріплень, змусивши Червону Армію відступити. Зійшовши до Даугавпілса, литовсько-радянський фронт скоротився, і литовці змогли зосередити свої сили. 28 серпня радянські війська почали відступ на північ через річку Даугаву. До 31 серпня на південному березі Даугави Рада утримувала лише Гриву, передмістя Даугавпілса.
Більшовицький ворог був вибитий з литовської території, а вузький фронт стабілізувався, оскільки литовців і совєтів розділяла річка Даугава. Основні сили Литви можуть бути передислоковані в інше місце, включаючи захист лінії розмежування з Польщею та заплановані атаки на бермонтців у Північній Литві. У вересні 1919 року спільні польські та латвійські війська захопили південний берег Даугави, включаючи Гриву. Литовсько-радянський фронт залишався відкритим до битви під Даугавпілсом, коли латвійські та польські війська захопили Даугавпілс у січні 1920 року. Литовці в цих операціях участі не брали. Литовці вимагали територію, захоплену їхніми солдатами, для себе, всупереч протестам Латвії. Це призвело до кількох сутичок між латвійськими та литовськими військами, але прикордонне питання було успішно за посередництвом Великої Британії і остаточно було вирішено в березні 1921 року.

## Мирна угода

Наступ радянських військ (червоні стріли) проти польських військ у червні-серпні 1920 р

Перша литовсько-радянська спроба переговорів відбулася 11 вересня 1919 року після того, як народний комісар закордонних справ Радянської Росії Георгій Чичерін надіслав ноту з пропозицією укласти мирний договір.Однак, Литва відклала переговори, бо побоювалася, що переговори з комуністичною Росією, яка була ізольована від європейської політики, зашкодять її відносинам із союзними державами, які ще не визнали Литву. Переговори розпочалися лише в травні 1920 року і були під впливом подій польсько-радянської війни. Радянсько-литовський мирний договір був укладений 12 липня. Росія визнала незалежність Литви та її право на Віленський край; в обмін Литва надала радянським військам необмежений рух під час війни проти Польщі. Це поставило під загрозу оголошений нейтралітет Литви та ще більше поглибило польсько-литовську кризу.
14 липня 1920 року радянські війська окупували Вільнюс, але не передали місто литовській адміністрації, як було передбачено мирним договором. Натомість совєти спланували переворот з метою повалення литовського уряду та створення радянської республіки.Однак, совєти програли Варшавську битву і були відкинуті поляками. Деякі історики зараховують цю перемогу до порятунку незалежності Литви від радянського перевороту. 26 серпня Червона Армія залишила Вільнюс, а литовці були готові захищати свої кордони. Оскільки Польща не визнала договір, це призвело до подальших військових дій. Зрештою, Литва втратила Вільнюський край Польщі під час повстання Желіговського. Коли посередництво Ліги Націй не змогло змінити ситуацію, стосунки Литва та Польщі були заморожені, залишилися в стані «ні війни, ні миру» до ультиматуму Польщі 1938 року. За весь цей час Радянська Росія стала найсильнішим союзником Литви проти Польщі.